# ميكلوش فيشليني

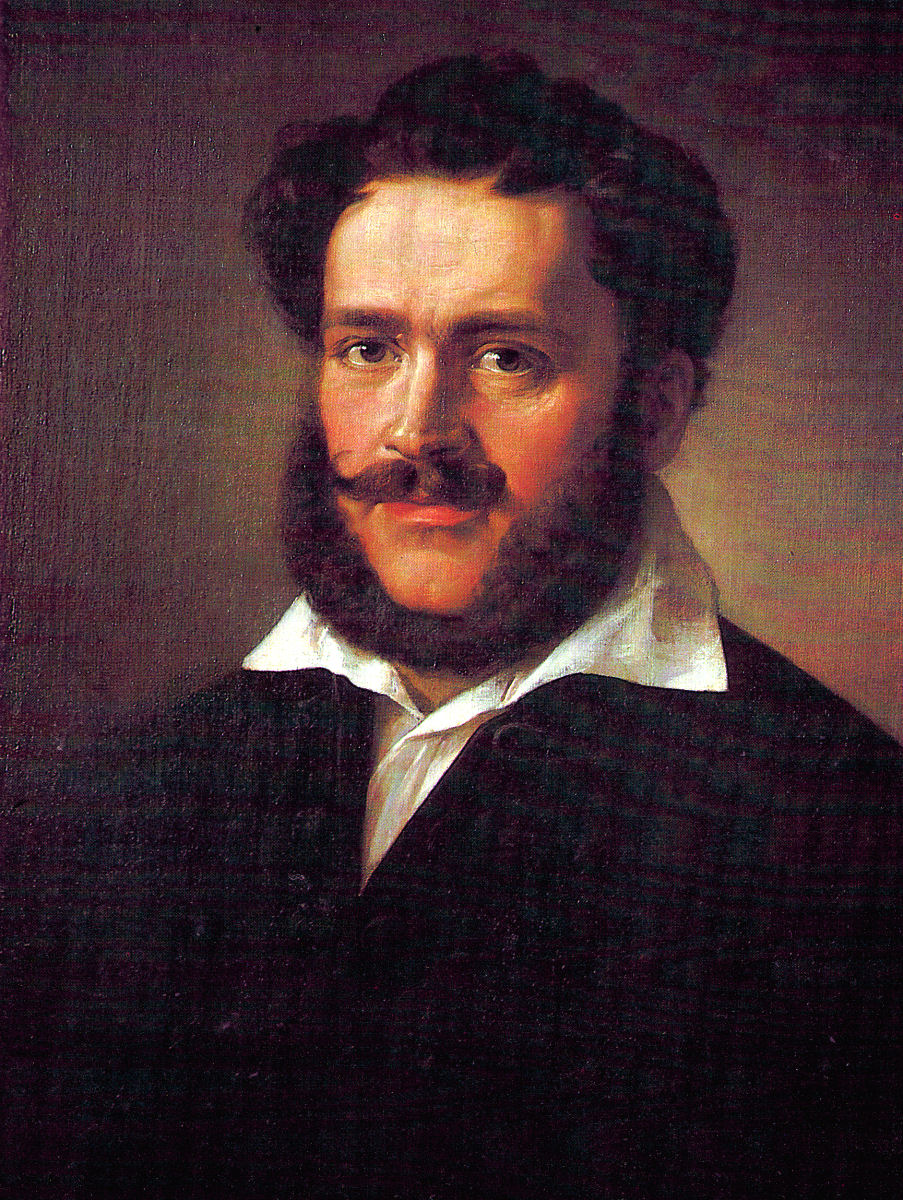
ميكلوش فيشليني

ميكلوش فيشليني (Miklós Wesselényi؛ 20 ديسمبر 1796 - 2 أبريل 1850) رجل دولة مجري، زعيم مجلس الشيوخ في البرلمان، عضو مجلس أكاديمية العلوم، بطل فيضانات بست سنة 1838. أرستقراطي مجري بارز وثري، ابن البارون ميكلوش فيشليني وإيلونا تشري، ولد في جيبو، وتلقى تعليمه في قلعة والده على يد موزش بتاكي في الاتجاه الأكثر ليبرالية ووطنية. ورث عن والده القوة البدنية الاستثنائية، وقام بتدريب نفسه في مختلف الألعاب الرياضية أخرى، مثل ركوب الخيل والسباحة. وكان من المشاهير في عصره لإنجازاته الرياضية.

## السجن
اخيرا انتهت محاكمته، وأعلنت العقوبة عليه السجن 3 سنوات في السجن بعد خدمة شهرين في كيسميتس في قلعة بودا .
عانى من مرض خطير في العين، وسمح له بالسفر إلى Gräfenberg في مورافيا مع عائلته من أجل علاج مرضه. عاد في 1843، تقريبا أعمي تماما، رجع إلى Zsibó و خدم في مناصب ثانوية ضمن الحكومة المحلية.